# Dziewczyna pop (singel)
Dziewczyna pop – piąty singel polskiej piosenkarki Darii Zawiałow z jej czwartego albumu studyjnego o tym samym tytule. Singel został wydany 14 maja 2024.
Nagranie uzyskało certyfikat złotej płyty za sprzedaż ponad 25 000 kopii.

## Geneza utworu i historia wydania
Utwór napisali i skomponowali Daria Zawiałow i Bartosz Dziedzic, który również odpowiada za produkcję piosenki.
Piosenka została umieszczona na czwartym albumie studyjnym Zawiałow – Dziewczyna pop w tzw. „Rozdziale 92’”.

## Teledysk
Do utworu powstał teledysk w reżyserii Nikodema Marka, który udostępniono w dniu premiery singla za pośrednictwem serwisu YouTube.

## Notowania

### Pozycja na liście sprzedaży
| Kraj   | Lista (2023)             | Najwyższa pozycja |
| ------ | ------------------------ | ----------------- |
| Polska | OLiS – single w streamie | 57                |